# 大技林
『大技林』（だいぎりん）は、1989年から2000年まで徳間書店インターメディア（以下、TIM）より発行・徳間書店より発売、2011年にアンビットより発行・徳間書店より発売した、家庭用ゲームソフトのデータ・裏技を収録し、事典を模した書籍（ムック）である。書籍発売当時の全ゲームソフトを網羅する圧倒的な情報量が売りであり、インターネット普及以前には裏技データ集として随一の存在であった。
2000年から2008年までの間は、発行元を毎日コミュニケーションズ（現：マイナビ）へ移し『広技苑』（こうぎえん）のタイトルで発行していた。『大技林』『広技苑』とも監修（または著者）として、「金田一技彦」（きんだいちわざひこ）のクレジットが入っている。『広技苑』改題以降の編集・制作は株式会社アンビット（ambit）が行っている。
タイトルは、それぞれ国語辞典のタイトルに裏技を掛け合わせたパロディ（大技林=大辞林、広技苑=広辞苑）である。
本項では、『広技苑』についても記述する。

## 歴史・概要

### 『大技林』のはじまり
もともと、1985年7月にTIMから創刊したファミリーコンピュータ（ファミコン）専門誌『ファミリーコンピュータMagazine』（TIM発行・徳間書店発売。後に任天堂製ゲーム機全般を扱う専門誌となる。1997年に誌名が「ファミマガ64」となった後1998年4月に休刊）で、読者から投稿された裏技を「ウル技」（ウルテク、ウルトラテクニック、ウルトラ技）として紹介するコーナーを連載していた。
やがて同コーナーで取り上げられたウル技を再録した別冊付録が発行されるようになり、1989年1月20日発売の同年No.2より『ウル技大技林』（ウルテクだいぎりん）と題した付録として年1回発行されるようになった。その後TIMから創刊された任天堂製以外のゲーム機専門誌各誌でも同趣旨のコーナーが設けられ、付録として『ウル技大技林』が発行された。

### ムックとしての刊行開始
1995年8月20日刊行の『超絶大技林 '95夏版』より、TIMで発行した全てのゲーム誌で取り上げられたウル技および各誌で扱われたゲーム機向けに発売されたソフトのデータを収録した書籍として『超絶大技林』（ちょうぜつだいぎりん）が、「トクマ・インターメディア・ムック」（Tokuma Intermedia Mook）シリーズの一冊として不定期に改訂・刊行されるようになった。
各ソフトのデータ・ウル技とともに、各掲載で集計された読者による評点を「ゲーム通信簿」として掲載された。
やがて、時代とともに取り扱うゲーム機・ソフトも増加の傾向をたどっていき、新作ソフトが発売されず過去のものとなったゲーム機も出てきたことから、一区切りをつける意味で、1999年3月18日に『超絶大技林 歴史的8機種最終保存版』（書籍コード：ISBN 4198200726）が発売され、この版をもって、ファミコンをはじめ当時新作発売予定のない機種のソフトは収録対象から原則外されることとなった。
1999年夏に発売された『超絶大技林 '99年夏版』（書籍コード：ISBN 419820084X）では、PlayStation（PS）用ソフトのみを誌面に掲載し、初めてデータベースを収録したCD-ROMを付録として制作（後述参照）。PS専用ソフトだが、最終保存版と同じ機種を対象とした全ソフトのデータを収録した。

### 『広技苑』への改題
2000年1月26日、『超絶大技林 2000年冬版』（書籍コード：ISBN 4198201307）の発売をもって、『大技林』の発行は終了。付録から独立した『大技林』としては、最終的に11版を重ねた。同年に発行元を毎日コミュニケーションズ（MYCOM）へ移行。タイトルも『広技苑』に改題し、3月30日に『広技苑 2000年春版』（書籍コード：ISBN 4839903778）を発売した。以降、2008年5月30日発売の『広技苑 2008年夏版』（書籍コード：ISBN 9784839928759）まで「MYCOM MOOK」（2007年発行分より「マイコミMOOK」）シリーズの一冊として発行していた。
『広技苑』では、「ウル技」の表記が「ウラ技」表記に改められた。また、「ゲーム通信簿」が消滅した。
なお、改題後も新版発行時点で新作発売予定のない機種のソフトは収録対象から外れたが、稀に過去の機種のソフトのデータ（詳細の説明文・ウラ技を含めた情報）を含めて収録した版を発行することがあった（『広技苑 2000年秋 20世紀最終保存版』、『広技苑 2003年秋 完全全機種版』、『広技苑 2006年春版』。『2006年春版』は一覧でのスペックのみ掲載）。
『広技苑』の著作権クレジットは「（C）毎日コミュニケーションズ/ambit」となっていた。

### 『大技林』復刊
2011年8月1日には、『広技苑 2008年夏版』から数えて3年ぶり、『大技林』としても11年ぶりとなる新版『超絶大技林2011年秋 完全全機種版』がアンビットから発行・徳間書店から発売された（書籍コード：ISBN 978-4198632274）。なお、本誌および一部メディアでは「1999年の『超絶大技林 歴史的8機種最終保存版』を最後に発刊は途絶えていた」「12年ぶり」と報じていたが、上記のとおり誤りである。
この版は2006年以来となる全機種掲載版となり、ファミコンから当時の最新機種であるニンテンドー3DSの2011年5月発売のソフトまでを網羅し、厚みは6.6cm、ページ数にして1830ページとなる歴代最大のボリュームをもつ内容となったほか、これまでの版に掲載されることが無かったPlayStation Storeやバーチャルコンソールにおけるダウンロード販売ソフトに対してのデータも掲載対象となっている。
一方で、旧来の『大技林』に掲載された「ゲーム通信簿」は、『広技苑』シリーズから引き続き除外されている。

## CD-ROM版
一部版では、CD-ROMとして制作されたデータベースソフトが付属されている場合がある。
PlayStation用
『超絶大技林 '99年夏版』『超絶大技林 2000年冬版』『広技苑 2000年夏版』では、PlayStation（PS）用のCDを収録。PS用に制作されたCDだが、PS以外の機種のソフトのデータも収録されている。
パソコン用
『超絶大技林 2011年秋 完全全機種版』では、パソコン用ソフトが付属された。

## ウェブサイトでの情報掲載
2004年2月頃、アンビット編集・MYCOM発行の任天堂製ゲーム機専門誌『Nintendo DREAM』公式ホームページ『ニンドリドットコム（nindori.com）』内で、『広技苑Online』という任天堂製ゲーム機用ソフト限定のデータベースサイトを設置。なお、2010年11月20日発売の2011年1月号より発行元はアンビットに発売元は徳間書店に移されたが、クレジット上の著作権者はアンビットとMYCOMのままになっている。
また、2004年11月22日から2010年3月31日までの間、毎日新聞社が運営していたコンピュータゲーム情報専門ウェブサイト『ゲームクエスト』において、『Nintendo DREAM』および当書籍をソースとしたゲームソフトのデータベースが掲載されていた。裏技については掲載していない。

## 備考
ソフトのデータは、基本的にファミコン以降の家庭用ゲーム機に対応したものを収録しているが、メガドライブ以前のセガ製ゲーム機などのソフトは専門誌が発行されなかったことから収録されていない。また、非売品をはじめ、対象機種のソフトでありながら収録されていないものもある。
収録されているソフトのタイトルは、サブタイトルの省略またはサブタイトルのみの表記など、実際と大きく異なる場合がある。以下、その一例である。
- ドラえもん ギガゾンビの逆襲→ドラえもん（エポック社版）

上記タイトルは、1990年にエポック社から発売されたファミコン用ソフトであるが、1986年にハドソンから発売されたファミコン用ソフト『ドラえもん』を「ドラえもん（ハドソン版）」としたうえで区別している。
- スペランカーII 勇者への挑戦→勇者への挑戦
- 究極ハリキリスタジアム '88選手 新データバージョン→究極ハリキリスタジアム'88
- ファミスタ'89 開幕版!!→プロ野球ファミリースタジアム'89・開幕版